# 結名美月
結名 美月（ゆいな みづき、1995年12月19日 - ）は、日本の女性声優。東京都出身。ヴィムス所属。

## 経歴
現役高校生時に日本テレビ放送の深夜アニメ『帰宅部活動記録』で塔野花梨役としてデビュー。
日本ナレーション演技研究所を経て、2015年にヴィムスへの入所が発表された。
2023年8月より、本人によるTwitterアカウントが開設された（後述の外部リンクの項目を参照）。
2023年5月にマリン・エンタテインメントによって結成された声優ユニット「Flowords」（フラワーズ）のメンバー。

## 人物
趣味はカラオケ、旅行、ショッピング。特技はゲーム、お菓子作り。
資格は保育士資格、普通自動車免許、漢字検定2級。

## 出演
太字はメインキャラクター。

### テレビアニメ
2013年
- 帰宅部活動記録（塔野花梨）

2014年
- アレ（女・女子高生）

2016年
- 少年メイド（女子）
- ラブライブ！サンシャイン!!（女子生徒）

2017年
- 弱虫ペダル NEW GENERATION（観客）
- ブレンド・S（小学生）
- DYNAMIC CHORD（女子大生たち）

2019年
- ドメスティックな彼女（女子生徒A）
- あんさんぶるスターズ!（観客）

2020年
- ランウェイで笑って（美和）
- かぐや様は告らせたい?〜天才たちの恋愛頭脳戦〜（女子生徒）

2022年
- 可愛いだけじゃない式守さん（女子生徒）
- Extreme Hearts（内海雫、Pロボ）

2023年
- お隣の天使様にいつの間にか駄目人間にされていた件（女子生徒）
- デキる猫は今日も憂鬱（アカネ）

2024年
- アイドルマスター シャイニーカラーズ（幽谷霧子） - 2シリーズ
- カミエラビ

### 劇場アニメ
- 思い、思われ、ふり、ふられ（2020年）

### OVA
- からかい上手の高木さん（2018年、カップル女性2） - コミックス第9巻OAD付き特別版

### Webアニメ
- 愛姫MEGOHIME（2020年、生徒）

### ゲーム
2016年
- 幻獣姫（炎鬼様）
- 逆転オセロニア（アンナプールナ）

2017年
- カコ☆タマ（ウンディーネ、フレイヤ、ホルス）
- クイズRPG 魔法使いと黒猫のウィズ（2017年 - 2024年、キヌ、タケマスター＝ラディーヌ）
- 幻獣契約クリプトラクト（2017年 - 2021年、ルメリア）
- 誰ガ為のアルケミスト（ベルタ）
- 天空のクラフトフリート（2017年 - 2020年、陽菜乃、ルクセラ、シスネ）

2018年
- ミラーズ・クロッシング（アサシン・クローラ、メリッサ）
- ぎゃる☆がん2
- 編隊少女 -フォーメーションガールズ-（ミリュウ・ブデン）
- アイドルマスター シャイニーカラーズ（2018年 - 2024年、幽谷霧子）
- モンスターストライク（2018年 - 2023年、アンバー、ブーゲンビリア）

2019年
- アズールレーン（エコー）

2021年
- Paradigm Paradox（セナ）
- アイドルマスター ポップリンクス（幽谷霧子）
- きららファンタジア（クリオネ）

2023年
- キュービックスターズ（ブーゲンビリア）
- アイドルマスター シャイニーカラーズ Song for Prism（2023年 - 2024年、幽谷霧子）

時期未定
- トリニティ・ギアーズ（ARL44）

### 吹き替え

#### ドラマ
- ラブ・イズ・ブラインド 〜外見なんて関係ない?!〜 シーズン7 #8、#11（2024年）

### ドラマCD
- ブラッディ＋メアリー（2015年、生徒）

### デジタルコミック
- 小泉先生はみだされたくない（2022年、女子生徒4、女性2、うさぎ）[19]

### オーディオドラマ
- 水晶の呼び声（小鳥遊藍子、古き姫[20]） - 『アニゲラ!ディドゥーーン!!!』内
- とろけるカノジョ〜東郷アカネ〜（2021年、東郷アカネ[21]）
- さぶかるカノジョ〜水無月美々花〜（2022年、水無月美々花[22]）
- Extreme Hearts S×S×S（2022年、内海雫、ロボ）

### ラジオ
※はインターネット配信。
- たった一度の本番を棒に振るラジオ（2013年、音泉※・HiBiKi Radio Station※）
- アイドルマスター シャイニーカラーズ はばたきラジオステーション（2018年 - 、ASOBI CHANNEL※） - 週替わりパーソナリティ

### インターネット番組
- 関根瞳と結名美月のぽわっとぽやっとしませんか？（2020年 - 、ニコニコ生放送）
- 結名美月の わたし、ゲームが得意なんです!!!（2020年 - 、ニコニコ生放送・YouTube）[23]

### 映像商品
- 「THE IDOLM@STER SHINY COLORS 1stLIVE FLY TO THE SHINY SKY」Blu-ray（2019年）[24]
- バンダイナムコエンターテインメントフェスティバル 2days LIVE Blu-ray（2020年）[25]
- 「THE IDOLM@STER SHINY COLORS MUSIC DAWN」Blu-ray（2021年）[26]
- 「THE IDOLM@STER SHINY COLORS 2ndLIVE STEP INTO THE SUNSET SKY」Blu-ray（2021年）[27]
- 「THE IDOLM@STER SHINY COLORS 3rdLIVE TOUR PIECE ON PLANET / NAGOYA / TOKYO / FUKUOKA」Blu-ray（2022年）[28]  [29]  [30]
- 「THE IDOLM@STER SHINY COLORS 4thLIVE 空は澄み、今を越えて。」Blu-ray（2022年）[31]
- バンダイナムコエンターテインメントフェスティバル 2nd 2days LIVE Blu-ray（2023年）[32]
- THE IDOLM@STER M@STERS OF IDOL WORLD!!!!! 2023 Blu-ray PERFECT BOX!!!!!（2023年）[33]
- 「THE IDOLM@STER SHINY COLORS 5thLIVE If I_wings.」Blu-ray（2023年）[34]
- 283PRODUCTION SOLO PERFORMANCE LIVE「我儘なまま」Blu-ray（2024年）[35]
- THE IDOLM@STER SHINY COLORS 5.5th Anniversary LIVE「星が見上げた空」Blu-ray（2024年）[36]
- 「異次元フェス アイドルマスター★♥ラブライブ！歌合戦」Blu-ray（2024年）[37]

### 舞台
- LIAR GAME murder mystery『爆発廃工場 〜犯人の挑戦状〜』『首切りホテル 〜最後の夜宴〜』（2024年6月11日、飛行船シアター）[38]

### その他コンテンツ
- LINEスタンプ『アイドルマスター シャイニーカラーズ』（2019年 - 2020年、幽谷霧子） - 2作品[一覧 2]
- 首都圏ネットワーク（2020年3月30日 - 、NHK総合）あなたと、ちかさと「と」の声
- チョクメ！（2020年4月1日 - ）[39]
- DAM『あにそんボーカル』「春擬き」（2021年[40]）
- LIVERTINE AGE 声優コラボアイテム（2021年6月9日 - 7月20日、半袖Tシャツ、長袖Tシャツ、キャップ[41]）
- クトゥルフ神話RPG 水晶の呼び声 Append -PV-（ナレーション）（2021年8月27日）[42]
- アリオ倉敷 館内放送（2022年7月30日 - 9月4日[43][44]）

## ディスコグラフィ

### キャラクターソング
| 発売日   | 商品名                                                                               | 歌 | 楽曲 | 備考                                                                             |
| 2013年   | 2013年                                                                               | 2013年 | 2013年 | 2013年                                                                           |
| -------- | ------------------------------------------------------------------------------------ | --- | --- | -------------------------------------------------------------------------------- |
| 9月18日  | 帰宅部活動記録 キャラソン&サントラ集 帰宅部@音楽室♪                                  | 塔野花梨（結名美月）、九重クレア（千本木彩花）                                                                   | 「キミについて言えること」 | テレビアニメ『帰宅部活動記録』エンディングテーマ                                 |
| 9月18日  | 帰宅部活動記録 キャラソン&サントラ集 帰宅部@音楽室♪                                  | 安藤夏希（木戸衣吹）、塔野花梨（結名美月）、古橋 愛（田辺留依）                                                  | 「女の子の法則」 | テレビアニメ『帰宅部活動記録』関連曲                                             |
| 9月18日  | 帰宅部活動記録 キャラソン&サントラ集 帰宅部@音楽室♪                                  | 安藤夏希（木戸衣吹）、塔野花梨（結名美月）、道明寺桜（小林美晴）、大萩牡丹（相内沙英）、九重クレア（千本木彩花） | 「ワクワクDAYS☆〜帰宅部全員ver.〜（TVサイズ）」 | テレビアニメ『帰宅部活動記録』エンディングテーマ                                 |
| 2018年   |                                                                                      | | |                                                                                  |
| 6月6日   | THE IDOLM@STER SHINY COLORS BRILLI@NT WING 01 Spread the Wings!!                     | シャイニーカラーズ                                                                                               | 「Spread the Wings!!」 「Multicolored Sky」 | ゲーム『アイドルマスター シャイニーカラーズ』テーマソング                        |
| 8月1日   | THE IDOLM@STER SHINY COLORS BRILLI@NT WING 03 バベルシティ・グレイス                 | アンティーカ | 「バベルシティ・グレイス」 「幻惑SILHOUETTE」 「Spread the Wings!!」 | ゲーム『アイドルマスター シャイニーカラーズ』関連曲                              |
| 12月19日 | THE IDOLM@STER SHINY COLORS SE@SONAL WINTER                                          | シャイニーカラーズ                                                                                               | 「SNOW FLAKES MEMORIES」 「Let's get a chance」 | ゲーム『アイドルマスター シャイニーカラーズ』関連曲                              |
| 2019年   |                                                                                      | | |                                                                                  |
| 3月9日   | THE IDOLM@STER SHINY COLORS SOLO COLLECTION -1stLIVE FLY TO THE SHINY SKY-           | 幽谷霧子（結名美月）                                                                                             | 「バベルシティ・グレイス」 | ゲーム『アイドルマスター シャイニーカラーズ』関連曲                              |
| 4月10日  | THE IDOLM@STER SHINY COLORS FR@GMENT WING 01                                         | シャイニーカラーズ                                                                                               | 「Ambitious Eve」 「いつか Shiny Days」 | ゲーム『アイドルマスター シャイニーカラーズ』関連曲                              |
| 6月12日  | THE IDOLM@STER SHINY COLORS FR@GMENT WING 03                                         | アンティーカ | 「NEO THEORY FANTASY」 「ラビリンス・レジスタンス」 「Ambitious Eve」 | ゲーム『アイドルマスター シャイニーカラーズ』関連曲                              |
| 8月18日  | THE IDOLM@STER SHINY COLORS SOLO COLLECTION -SUMMER PARTY 2019-                      | 幽谷霧子（結名美月）                                                                                             | 「幻惑SILHOUETTE」 | ゲーム『アイドルマスター シャイニーカラーズ』関連曲                              |
| 12月18日 | THE IDOLM@STER SHINY COLORS FUTURITY SMILE                                           | シャイニーカラーズ                                                                                               | 「FUTURITY SMILE」 「Spread the Wings!!」 | ゲーム『アイドルマスター シャイニーカラーズ』関連曲                              |
| 2020年   |                                                                                      | | |                                                                                  |
| 2月12日  | THE IDOLM@STER SHINY COLORS SWEET♡STEP                                               | シャイニーカラーズ                                                                                               | 「SWEET♡STEP」 「Multicolored Sky」 | ゲーム『アイドルマスター シャイニーカラーズ』関連曲                              |
| 3月21日  | THE IDOLM@STER SHINY COLORS SOLO COLLECTION -SPRING PARTY 2020-                      | 幽谷霧子（結名美月）                                                                                             | 「NEO THEORY FANTASY」 | ゲーム『アイドルマスター シャイニーカラーズ』関連曲                              |
| 4月8日   | THE IDOLM@STER SHINY COLORS GR@DATE WING 01                                          | シャイニーカラーズ                                                                                               | 「シャイノグラフィ」 「Dye the sky.」 | ゲーム『アイドルマスター シャイニーカラーズ』関連曲                              |
| 7月29日  | THE IDOLM@STER SHINY COLORS SOLO COLLECTION -2ndLIVE STEP INTO THE SUNSET SKY-       | 幽谷霧子（結名美月）                                                                                             | 「ラビリンス・レジスタンス」 | ゲーム『アイドルマスター シャイニーカラーズ』関連曲                              |
| 10月31日 | THE IDOLM@STER SHINY COLORS SOLO COLLECTION -MUSIC DAWN-                             | 幽谷霧子（結名美月）                                                                                             | 「SNOW FLAKES MEMORIES」 | ゲーム『アイドルマスター シャイニーカラーズ』関連曲                              |
| 11月4日  | THE IDOLM@STER SHINY COLORS GR@DATE WING 03                                          | アンティーカ | 「Black Reverie」 「純白トロイメライ」 「シャイノグラフィ」 | ゲーム『アイドルマスター シャイニーカラーズ』関連曲                              |
| 2021年   |                                                                                      | | |                                                                                  |
| 2月17日  | THE IDOLM@STER SHINY COLORS COLORFUL FE@THERS -Luna-                                 | Team.Luna | 「リフレクトサイン」 | ゲーム『アイドルマスター シャイニーカラーズ』関連曲                              |
| 2月17日  | THE IDOLM@STER SHINY COLORS COLORFUL FE@THERS -Luna-                                 | 幽谷霧子（結名美月）                                                                                             | 「雪・月・風・花」 | ゲーム『アイドルマスター シャイニーカラーズ』関連曲                              |
| 4月14日  | THE IDOLM@STER SHINY COLORS L@YERED WING 01                                          | シャイニーカラーズ                                                                                               | 「Resonance⁺」 「Color Days」 | ゲーム『アイドルマスター シャイニーカラーズ』関連曲                              |
| 4月24日  | THE IDOLM@STER SHINY COLORS SOLO COLLECTION -3rdLIVE TOUR PIECE ON PLANET / TOKYO-   | 幽谷霧子（結名美月）                                                                                             | 「Black Reverie」 | ゲーム『アイドルマスター シャイニーカラーズ』関連曲                              |
| 5月29日  | THE IDOLM@STER SHINY COLORS SOLO COLLECTION -3rdLIVE TOUR PIECE ON PLANET / FUKUOKA- | 幽谷霧子（結名美月）                                                                                             | 「純白トロイメライ」 | ゲーム『アイドルマスター シャイニーカラーズ』関連曲                              |
| 6月9日   | THE IDOLM@STER SHINY COLORS L@YERED WING 03                                          | アンティーカ | 「abyss of conflict」 「革命進化論」 「Resonance⁺」 | ゲーム『アイドルマスター シャイニーカラーズ』関連曲                              |
| 2022年   |                                                                                      | | |                                                                                  |
| 2月14日  | THE IDOLM@STER SHINY COLORS SOLO COLLECTION -L@YERED WING part 1-                    | 幽谷霧子（結名美月）                                                                                             | 「abyss of conflict」 | ゲーム『アイドルマスター シャイニーカラーズ』関連曲                              |
| 2月14日  | THE IDOLM@STER SHINY COLORS SOLO COLLECTION -L@YERED WING part 2-                    | 幽谷霧子（結名美月）                                                                                             | 「革命進化論」 | ゲーム『アイドルマスター シャイニーカラーズ』関連曲                              |
| 4月13日  | THE IDOLM@STER SHINY COLORS PANOR@MA WING 01                                         | シャイニーカラーズ                                                                                               | 「虹の行方」 「Daybreak Age」 | ゲーム『アイドルマスター シャイニーカラーズ』関連曲                              |
| 4月23日  | THE IDOLM@STER SHINY COLORS Synthe-Side 01                                           | アンティーカ、ストレイライト                                                                                     | 「Killer×Mission」 | ゲーム『アイドルマスター シャイニーカラーズ』関連曲                              |
| 4月23日  | THE IDOLM@STER SHINY COLORS Synthe-Side 01                                           | 幽谷霧子（結名美月）                                                                                             | 「Killer×Mission」 | ゲーム『アイドルマスター シャイニーカラーズ』関連曲                              |
| 6月15日  | THE IDOLM@STER SHINY COLORS PANOR@MA WING 03                                         | アンティーカ | 「浮動性イノセンス」 「愚者の独白」 「虹の行方」 | ゲーム『アイドルマスター シャイニーカラーズ』関連曲                              |
| 10月5日  | Extreme Hearts キャラクターソングアルバム「BEST 4 U」                                | LINK@Doll | 「Dreaming Soda」 | テレビアニメ『Extreme Hearts』関連曲                                             |
| 12月7日  | THE IDOLM@STER SHINY COLORS OFF VOCAL COLLECTION 02                                  | Team.Luna | 「リフレクトサイン」 | ゲーム『アイドルマスター シャイニーカラーズ』関連曲                              |
| 2023年   |                                                                                      | | |                                                                                  |
| 1月18日  | THE IDOLM@STER SHINY COLORS WING COLLECTION -A side-                                 | シャイニーカラーズ                                                                                               | 「Spread the Wings!! -25 colors-」 「Ambitious Eve -25 colors-」 「シャイノグラフィ -25 colors-」 「Resonance⁺ -25 colors-」 「SNOW FLAKES MEMORIES -25 colors-」 「FUTURITY SMILE -25 colors-」 | ゲーム『アイドルマスター シャイニーカラーズ』関連曲                              |
| 1月18日  | THE IDOLM@STER SHINY COLORS WING COLLECTION -A side-                                 | アンティーカ | 「バベルシティ・グレイス（2023 Ver.）」 「NEO THEORY FANTASY（2023 Ver.）」 「Black Reverie（2023 Ver.）」 「abyss of conflict（2023 Ver.）」                                                    | ゲーム『アイドルマスター シャイニーカラーズ』関連曲                              |
| 2月8日   | THE IDOLM@STER SHINY COLORS WING COLLECTION -B side-                                 | シャイニーカラーズ                                                                                               | 「Multicolored Sky -25 colors-」 「いつか Shiny Days -25 colors-」 「Dye the sky. -25 colors-」 「Color Days -25 colors-」 「Let's get a chance -25 colors-」 「SWEET♡STEP -25 colors-」         | ゲーム『アイドルマスター シャイニーカラーズ』関連曲                              |
| 2月8日   | THE IDOLM@STER SHINY COLORS WING COLLECTION -B side-                                 | アンティーカ | 「幻惑SILHOUETTE（2023 Ver.）」 「ラビリンス・レジスタンス（2023 Ver.）」 「純白トロイメライ（2023 Ver.）」 「革命進化論（2023 Ver.）」                                                          | ゲーム『アイドルマスター シャイニーカラーズ』関連曲                              |
| 2月11日  | THE IDOLM@STER SHINY COLORS SOLO COLLECTION -M@STERS OF IDOL WORLD!!!!! 2023-        | 幽谷霧子（結名美月）                                                                                             | 「Let’s get a chance」 | ゲーム『アイドルマスター シャイニーカラーズ』関連曲                              |
| 3月18日  | THE IDOLM@STER SHINY COLORS SOLO COLLECTION -5thLIVE If I_wings. part1-              | 幽谷霧子（結名美月）                                                                                             | 「浮動性イノセンス」 | ゲーム『アイドルマスター シャイニーカラーズ』関連曲                              |
| 3月18日  | THE IDOLM@STER SHINY COLORS SOLO COLLECTION -5thLIVE If I_wings. part2-              | 幽谷霧子（結名美月）                                                                                             | 「愚者の独白」 | ゲーム『アイドルマスター シャイニーカラーズ』関連曲                              |
| 5月10日  | THE IDOLM@STER SHINY COLORS “CANVAS” 02                                              | アンティーカ | 「とある英雄たちの物語」 「Unsung Heroes」 「有彩色ユリイカ」 | ゲーム『アイドルマスター シャイニーカラーズ』関連曲                              |
| 7月22日  | THE IDOLM@STER SHINY COLORS SOLO COLLECTION -SOLO PERFORMANCE LIVE 我儘なまま Luna-  | 幽谷霧子（結名美月）                                                                                             | 「リフレクトサイン」 | ゲーム『アイドルマスター シャイニーカラーズ』関連曲                              |
| 10月18日 | THE IDOLM@STER SHINY COLORS Song for Prism 星の声                                    | シャイニーカラーズ                                                                                               | 「星の声」 | ゲーム『アイドルマスター シャイニーカラーズ Song for Prism』テーマソング         |
| 2024年   |                                                                                      | | |                                                                                  |
| 3月2日   | THE IDOLM@STER SHINY COLORS SOLO COLLECTION -6thLIVE TOUR Come and Unite! part1-     | 幽谷霧子（結名美月）                                                                                             | 「とある英雄たちの物語」 | ゲーム『アイドルマスター シャイニーカラーズ』関連曲                              |
| 3月2日   | THE IDOLM@STER SHINY COLORS SOLO COLLECTION -6thLIVE TOUR Come and Unite! part2-     | 幽谷霧子（結名美月）                                                                                             | 「Unsung Heroes」 | ゲーム『アイドルマスター シャイニーカラーズ』関連曲                              |
| 3月2日   | THE IDOLM@STER SHINY COLORS SOLO COLLECTION -6thLIVE TOUR Come and Unite! part3-     | 幽谷霧子（結名美月）                                                                                             | 「有彩色ユリイカ」 | ゲーム『アイドルマスター シャイニーカラーズ』関連曲                              |
| 4月10日  | THE IDOLM@STER SHINY COLORS ツバサグラビティ                                         | シャイニーカラーズ                                                                                               | 「ツバサグラビティ」 | テレビアニメ『アイドルマスター シャイニーカラーズ』オープニングテーマ            |
| 4月10日  | THE IDOLM@STER SHINY COLORS ツバサグラビティ                                         | アンティーカ | 「ツバサグラビティ」 | テレビアニメ『アイドルマスター シャイニーカラーズ』関連曲                        |
| 6月12日  | THE IDOLM@STER SHINY COLORS ECHOES 02                                                | アンティーカ | 「文明開化輪舞 -シティ・ハレルヤ-」 「秋の終わり、僕の記憶」 「Migratory Echoes」 | ゲーム『アイドルマスター シャイニーカラーズ』関連曲                              |
| 7月24日  | THE IDOLM@STER SHINY COLORS Song for Prism 時限式狂騒ワンダーランド / LINKs          | アンティーカ | 「時限式狂騒ワンダーランド」 | ゲーム『アイドルマスター シャイニーカラーズ Song for Prism』関連曲               |
| 7月27日  | THE IDOLM@STER SHINY COLORS LIVE FUN!! -Beyond the Blue sky part1-                   | 幽谷霧子（結名美月）                                                                                             | 「ツバサグラビティ」 | テレビアニメ『アイドルマスター シャイニーカラーズ』関連曲                        |
| 10月9日  | THE IDOLM@STER SHINY COLORS プリズムフレア                                           | シャイニーカラーズ                                                                                               | 「プリズムフレア」 | テレビアニメ『アイドルマスター シャイニーカラーズ 2nd season』オープニングテーマ |
| 10月9日  | THE IDOLM@STER SHINY COLORS プリズムフレア                                           | アンティーカ | 「プリズムフレア」 | テレビアニメ『アイドルマスター シャイニーカラーズ 2nd season』関連曲             |
| 10月30日 | THE IDOLM@STER SHINY COLORS Happy Surprise Trick!                                    | 櫻木真乃（関根瞳）、幽谷霧子（結名美月）、園田智代子（白石晴香）、桑山千雪（芝崎典子）、黛冬優子（幸村恵理）     | 「ねぇ、ねぇ、ねぇ」 | テレビアニメ『アイドルマスター シャイニーカラーズ 2nd season』関連曲             |
| 10月30日 | THE IDOLM@STER SHINY COLORS Happy Surprise Trick!                                    | シャイニーカラーズ                                                                                               | 「Poison Berry Daughters」 | テレビアニメ『アイドルマスター シャイニーカラーズ 2nd season』関連曲             |
| 12月25日 | THE IDOLM@STER SHINY COLORS Over the prism                                           | アンティーカ | 「橙より未来」 | テレビアニメ『アイドルマスター シャイニーカラーズ 2nd season』関連曲             |
| 12月25日 | THE IDOLM@STER SHINY COLORS Over the prism                                           | シャイニーカラーズ                                                                                               | 「プリズムフレア -23 colors-」 | テレビアニメ『アイドルマスター シャイニーカラーズ 2nd season』関連曲             |
| 2025年   |                                                                                      | | |                                                                                  |
| 3月26日  | THE IDOLM@STER SHINY COLORS Song for Prism Real Mind Shakes / THE LAST PRIDE         | アンティーカ | 「THE LAST PRIDE」 | ゲーム『アイドルマスター シャイニーカラーズ Song for Prism』関連曲               |

## 出版

### 雑誌
- コミック百合姫 9月号 コラム「オフレコ×ガールズトーク」（2023年7月18日、一迅社）[45]

### ユニットメンバー
1. 1 2  櫻木真乃（関根瞳）、風野灯織（近藤玲奈）、八宮めぐる（峯田茉優）、月岡恋鐘（礒部花凜）、田中摩美々（菅沼千紗）、白瀬咲耶（八巻アンナ）、三峰結華（成海瑠奈）、幽谷霧子（結名美月）、小宮果穂（河野ひより）、園田智代子（白石晴香）、西城樹里（永井真里子）、杜野凛世（丸岡和佳奈）、有栖川夏葉（涼本あきほ）、大崎甘奈（黒木ほの香）、大崎甜花（前川涼子）、桑山千雪（芝崎典子）
2. 1 2 3 4  月岡恋鐘（礒部花凜）、田中摩美々（菅沼千紗）、白瀬咲耶（八巻アンナ）、三峰結華（成海瑠奈）、幽谷霧子（結名美月）
3. 1 2 3  櫻木真乃（関根瞳）、風野灯織（近藤玲奈）、八宮めぐる（峯田茉優）、月岡恋鐘（礒部花凜）、田中摩美々（菅沼千紗）、白瀬咲耶（八巻アンナ）、三峰結華（成海瑠奈）、幽谷霧子（結名美月）、小宮果穂（河野ひより）、園田智代子（白石晴香）、西城樹里（永井真里子）、杜野凛世（丸岡和佳奈）、有栖川夏葉（涼本あきほ）、大崎甘奈（黒木ほの香）、大崎甜花（前川涼子）、桑山千雪（芝崎典子）、芹沢あさひ（田中有紀）、黛冬優子（幸村恵理）、和泉愛依（北原沙弥香）
4. ↑  櫻木真乃（関根瞳）、風野灯織（近藤玲奈）、八宮めぐる（峯田茉優）、月岡恋鐘（礒部花凜）、田中摩美々（菅沼千紗）、白瀬咲耶（八巻アンナ）、三峰結華（成海瑠奈）、幽谷霧子（結名美月）、小宮果穂（河野ひより）、園田智代子（白石晴香）、西城樹里（永井真里子）、杜野凛世（丸岡和佳奈）、有栖川夏葉（涼本あきほ）、大崎甘奈（黒木ほの香）、大崎甜花（前川涼子）、桑山千雪（芝崎典子）、芹沢あさひ（田中有紀）、黛冬優子（幸村恵理）、和泉愛依（北原沙弥香）、浅倉透（和久井優）、樋口円香（土屋李央）、福丸小糸（田嶌紗蘭）、市川雛菜（岡咲美保）
5. ↑  風野灯織（近藤玲奈）、田中摩美々（菅沼千紗）、三峰結華（成海瑠奈）、幽谷霧子（結名美月）、杜野凛世（丸岡和佳奈）、大崎甜花（前川涼子）、和泉愛依（北原沙弥香）、福丸小糸（田嶌紗蘭）
6. ↑  櫻木真乃（関根瞳）、風野灯織（近藤玲奈）、八宮めぐる（峯田茉優）、月岡恋鐘（礒部花凜）、田中摩美々（菅沼千紗）、白瀬咲耶（八巻アンナ）、三峰結華（成海瑠奈）、幽谷霧子（結名美月）、小宮果穂（河野ひより）、園田智代子（白石晴香）、西城樹里（永井真里子）、杜野凛世（丸岡和佳奈）、有栖川夏葉（涼本あきほ）、大崎甘奈（黒木ほの香）、大崎甜花（前川涼子）、桑山千雪（芝崎典子）、芹沢あさひ（田中有紀）、黛冬優子（幸村恵理）、和泉愛依（北原沙弥香）、浅倉透（和久井優）、樋口円香（土屋李央）、福丸小糸（田嶌紗蘭）、市川雛菜（岡咲美保）、七草にちか（紫月杏朱彩）、緋田美琴（山根綺）
7. 1 2 3  櫻木真乃（関根瞳）、風野灯織（近藤玲奈）、八宮めぐる（峯田茉優）、月岡恋鐘（礒部花凜）、田中摩美々（菅沼千紗）、白瀬咲耶（八巻アンナ）、三峰結華（希水しお）、幽谷霧子（結名美月）、小宮果穂（河野ひより）、園田智代子（白石晴香）、西城樹里（永井真里子）、杜野凛世（丸岡和佳奈）、有栖川夏葉（涼本あきほ）、大崎甘奈（黒木ほの香）、大崎甜花（前川涼子）、桑山千雪（芝崎典子）、芹沢あさひ（田中有紀）、黛冬優子（幸村恵理）、和泉愛依（北原沙弥香）、浅倉透（和久井優）、樋口円香（土屋李央）、福丸小糸（田嶌紗蘭）、市川雛菜（岡咲美保）、七草にちか（紫月杏朱彩）、緋田美琴（山根綺）
8. 1 2 3 4 5 6 7 8 9 10 11  月岡恋鐘（礒部花凜）、田中摩美々（菅沼千紗）、白瀬咲耶（八巻アンナ）、三峰結華（希水しお）、幽谷霧子（結名美月）
9. ↑  芹沢あさひ（田中有紀）、黛冬優子（幸村恵理）、和泉愛依（北原沙弥香）
10. ↑  綾辻舞花（山崎はるか）、宮本椎奈（七海こころ）、内海 雫（結名美月）、相庭琴音（綱島瑞恵）、エマ・ベイリー（緒方佑奈）、花見沢杏奈（春野杏）
11. ↑  風野灯織（近藤玲奈）、田中摩美々（菅沼千紗）、三峰結華（希水しお）、幽谷霧子（結名美月）、杜野凛世（丸岡和佳奈）、大崎甜花（前川涼子）、和泉愛依（北原沙弥香）、福丸小糸（田嶌紗蘭）
12. ↑  櫻木真乃（関根瞳）、風野灯織（近藤玲奈）、八宮めぐる（峯田茉優）、月岡恋鐘（礒部花凜）、田中摩美々（菅沼千紗）、白瀬咲耶（八巻アンナ）、三峰結華（希水しお）、幽谷霧子（結名美月）、小宮果穂（河野ひより）、園田智代子（白石晴香）、西城樹里（永井真里子）、杜野凛世（丸岡和佳奈）、有栖川夏葉（涼本あきほ）、大崎甘奈（黒木ほの香）、大崎甜花（前川涼子）、桑山千雪（芝崎典子）、芹沢あさひ（田中有紀）、黛冬優子（幸村恵理）、和泉愛依（北原沙弥香）、浅倉透（和久井優）、樋口円香（土屋李央）、福丸小糸（田嶌紗蘭）、市川雛菜（岡咲美保）、七草にちか（紫月杏朱彩）、緋田美琴（山根綺）、斑鳩ルカ（川口莉奈）、鈴木羽那（三川華月）、郁田はるき（小澤麗那）
13. ↑  櫻木真乃（関根瞳）、風野灯織（近藤玲奈）、八宮めぐる（峯田茉優）、月岡恋鐘（礒部花凜）、田中摩美々（菅沼千紗）、白瀬咲耶（八巻アンナ）、三峰結華（希水しお）、幽谷霧子（結名美月）、小宮果穂（河野ひより）、園田智代子（白石晴香）、西城樹里（永井真里子）、杜野凛世（丸岡和佳奈）、有栖川夏葉（涼本あきほ）、大崎甘奈（黒木ほの香）、大崎甜花（前川涼子）、桑山千雪（芝崎典子）
14. 1 2  櫻木真乃（関根瞳）、風野灯織（近藤玲奈）、八宮めぐる（峯田茉優）、月岡恋鐘（礒部花凜）、田中摩美々（菅沼千紗）、白瀬咲耶（八巻アンナ）、三峰結華（希水しお）、幽谷霧子（結名美月）、小宮果穂（河野ひより）、園田智代子（白石晴香）、西城樹里（永井真里子）、杜野凛世（丸岡和佳奈）、有栖川夏葉（涼本あきほ）、大崎甘奈（黒木ほの香）、大崎甜花（前川涼子）、桑山千雪（芝崎典子）、芹沢あさひ（田中有紀）、黛冬優子（幸村恵理）、和泉愛依（北原沙弥香）
15. ↑  櫻木真乃（関根瞳）、風野灯織（近藤玲奈）、八宮めぐる（峯田茉優）、月岡恋鐘（礒部花凜）、田中摩美々（菅沼千紗）、白瀬咲耶（八巻アンナ）、三峰結華（希水しお）、幽谷霧子（結名美月）、小宮果穂（河野ひより）、園田智代子（白石晴香）、西城樹里（永井真里子）、杜野凛世（丸岡和佳奈）、有栖川夏葉（涼本あきほ）、大崎甘奈（黒木ほの香）、大崎甜花（前川涼子）、桑山千雪（芝崎典子）、芹沢あさひ（田中有紀）、黛冬優子（幸村恵理）、和泉愛依（北原沙弥香）、浅倉透（和久井優）、樋口円香（土屋李央）、福丸小糸（田嶌紗蘭）、市川雛菜（岡咲美保）

### シリーズ一覧
1. ↑  1st season（2024年）、2nd season（2024年）[7]
2. ↑  『アイドルマスター シャイニーカラーズ』（2019年）、『シャニマススタンプ（ギミー編）』（2020年）